# Mausoleum der Familie Cirksena

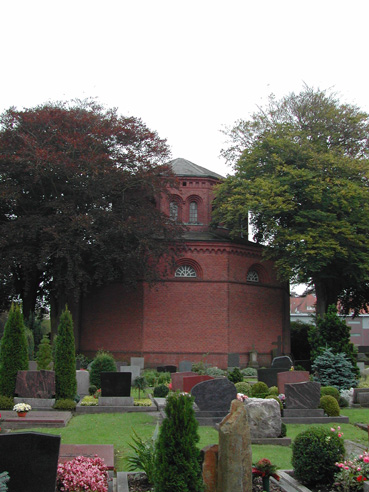
Cirksena-Mausoleum auf dem Friedhof in Aurich

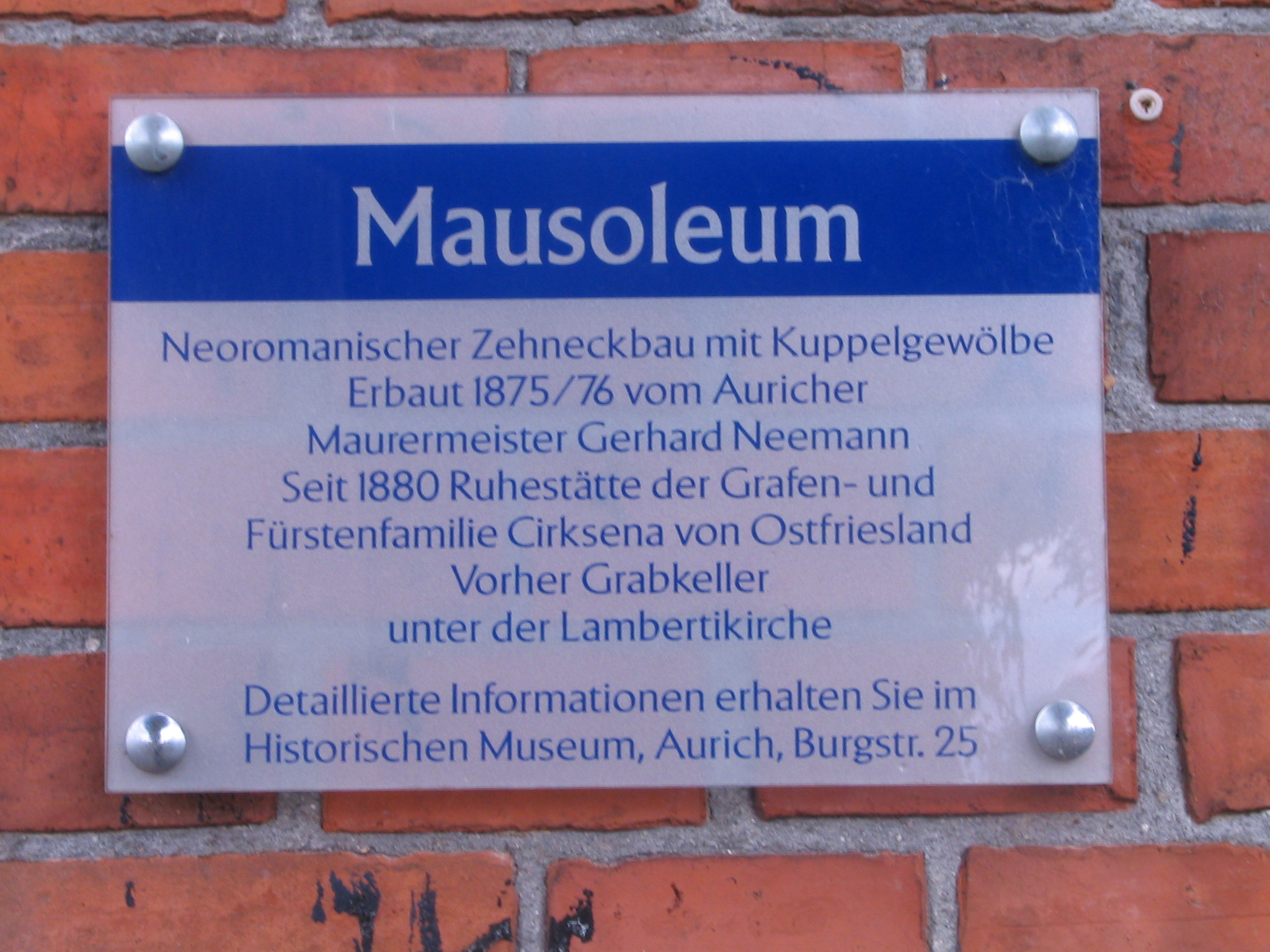
Plakette am Eingang

Das Mausoleum der Familie Cirksena in Aurich ist die letzte Ruhestätte der ostfriesischen Grafenfamilie Cirksena. Das Mausoleum wurde 1875–1876 auf dem städtischen Friedhof errichtet. Zuvor waren die Grafen an verschiedenen Orten beigesetzt worden.

## Situation vor dem Bau
Die ersten Beerdigungen von Mitgliedern der Familie Cirksena erfolgten im Kloster Marienthal bei Norden. In der Geldrischen Fehde zwischen Balthasar von Esens und Enno Cirksena wurde das Kloster 1531 eingeäschert. Die Gebeine wurden daraufhin in die Große Kirche nach Emden verlegt. Probleme brachte die Radikalisierung der Bürgerschaft im Streit Reformierter gegen Lutheraner. Als am 10. September 1588 die älteste Tochter des regierenden Grafen Margaretha (1560–1588) beigesetzt werden sollte, sollte der lutherische Hofprediger Heßhusius die Leichenpredigt halten. Als er die Kanzel der (reformierten) Kirche betreten wollte, kam es beinahe zu einem Volksaufstand. So wurde die Leiche in aller Stille beigesetzt, das Gefolge ging schnell nach Aurich zurück, wo dann auch die Leichenpredigt gehalten werden konnte. Nach diesem Vorfall wurde 1588 von Edzard II. die Kirche in Aurich zum Herrschaftsbegräbnis bestimmt. Er war es auch, der dort am 13. Mai 1599 als erster Angehöriger des Grafengeschlechts in der Gruft beigesetzt wurde.
Dies bedeutet aber nicht, dass in Emden keine Begräbnisse von Mitgliedern der Familie mehr stattfanden. So wurde als letzter der reformierte Bruder des Grafen, Johann (1538–1591), dort beigesetzt. Die Särge überstanden die nachfolgenden Kriege bis französische Truppen im Siebenjährigen Krieg – das nunmehr preußische Ostfriesland – besetzten und auf der Suche nach Beute auch die Gräber plünderten.
In der Zeit nach 1591 wurden die Cirksena in Aurich beigesetzt. Bis zum Jahre 1630 sind dort neun Särge bekannt. Am 20. März 1630 erfolgte dort die letzte Beisetzung. Als im Jahr 1648 Ulrich II. starb, wurde eine weitere Gruft in der Kirche gebaut. Zunächst wurde die alte Gruft geräumt und am 21. Februar 1649 wurde Ulrich II. beigesetzt. Zugleich erfolgte auch eine Änderung der Bestattung. Bisher wurden die Familienmitglieder der Cirksena in einem flachen kastenförmigen Sarg innerhalb eines Eichensarges beigesetzt. Ulrich hingegen wurde in einem gravierten und bemalten Zinnsarg mit einem hölzernen Innensarg bestattet. Dieses wurde bis zum Aussterben der Linie 1744 beibehalten. 1707 wurde die Gruft aber unter dem Fürsten Christian noch erhöht und mit einem neuen Gewölbe überzogen.
Der nächste Bericht über die Gruft stammt vom 15. November 1784. Der Autor Johann Conrad Freese (* 1758; † 1819) berichtet von 46 Särgen. Dieser Bericht ist eine wichtige Quelle, denn die Feuchtigkeit in der Gruft hat in den nachfolgenden Jahren den Särgen und ihrem Inhalt stark zugesetzt.
Die ersten Pläne zum Umbetten der Grafen reichen weiter zurück. Schon bei der Planung des Auricher Friedhofs durch Conrad Bernhard Meyer im Jahre 1803 war der hintere Teil für die Grafen vorgesehen. Die Pläne wurden seinerzeit wohl wegen der Napoleonischen Kriege nicht umgesetzt. 1823 wurde die Kirche wegen Baufälligkeit geschlossen und bis 1832 neu gebaut. Auch die Fürstengruft wurde wieder errichtet.
Der aus Leer stammende Historiker Onno Klopp machte als Sekretär König Georgs V. diesen auf den schlechten Zustand der Grabanlagen aufmerksam. Daraufhin wurde eine angemessene letzte Ruhestätte geplant. Der Entwurf von Landbaumeister Ernst Heinrich Blohm war 1865 bereits fertig und auch die Gelder genehmigt, als 1866 der Deutsche Krieg ausbrach. Der zweite Anlauf scheiterte 1870 am Deutsch-Französischen Krieg.

## Das Cirksena-Mausoleum
Nachdem die Finanzierung geklärt war, ging man 1875 an den Bau des Mausoleums. Es bekam die Form eines Zehnecks und ein Gewölbe. An der nördlichen Seite findet sich ein Treppenturm, der den Zugang zum Dach ermöglicht. Das Gebäude ist etwa 17 m hoch. Im Inneren des Gewölbes findet sich eine Kuppel, die freihändig, also ohne Gerüst errichtet worden ist. Das Gebäude hat einen Außendurchmesser von ca. 17 Meter. Am 7. Dezember 1876 wurde der Schlussstein gesetzt.
Im Inneren des Zehnecks finden sich 10 Nischen von 2,75 Meter Tiefe und 2,75 Meter Breite. Der Nischenkranz ist doppelstöckig ausgeführt, so dass jeweils zwei Särge dort aufgestellt werden konnten. Oberhalb der Nischen befindet sich jeweils ein Fenster. Eine Nische entfällt für den Eingang, so können 18 Särge untergebracht werden.
Der Innenraum hat einen Durchmesser von 9,50 Meter. In der Mitte befindet sich ein zehneckiges Podest, auf dem zwei weitere Prunksärge Platz gefunden haben.
Als man 1876 die sterblichen Überreste der Fürsten umbetten wollte, erkannte man, dass die vorhandenen Särge in einem so schlechten Zustand waren, dass sie unbedingt ersetzt werden mussten. Nur noch 11 von 46 Särgen waren brauchbar. Es mussten daher zunächst noch neun neue Särge für die noch vorhandenen Überreste der Toten beschafft werden. So dauerte es bis 1880, bis die Gebeine umzogen; in der Nacht vom 15. auf den 16. September sowie in der Nacht vom 17. auf den 18. September wurden die noch brauchbaren Särge umgesetzt und die restlichen Gebeine in die neu beschafften gelegt. Nachfolgend wurde das Mausoleum auch als Kapelle für den Friedhof genutzt. Dies änderte sich erst 1966 mit einer eigenen Friedhofskapelle.
Die nächste größere Veränderung brachte der Zweite Weltkrieg. Nach der Zerstörung der Emder Kirche und ihrer Gruft wurden die dort gefundenen Gebeine in das Mausoleum gebracht. In den 1970er Jahren wurde klar, dass eine Grundsanierung anstand. Grundwasser hatte das Mauerwerk angegriffen und die Feuchtigkeit hatte die Särge in Mitleidenschaft gezogen. Ab 1984 wurde das Gebäude saniert, zunächst der Fußboden (heute Naturstein), 1985 das Dach, 1988–1991 der schmiedeeiserne Leuchter und die Gittertür. 1981 wurden zunächst drei Särge restauriert. Eine weitere Restaurierung der Särge erfolgte zwischen 1989 und 1992 in der Restaurierungswerkstatt Kracht. Die dabei gefundenen Gegenstände und Kleidungsstücke wurden in das Historische Museum Aurich gebracht.

## Liste der Särge

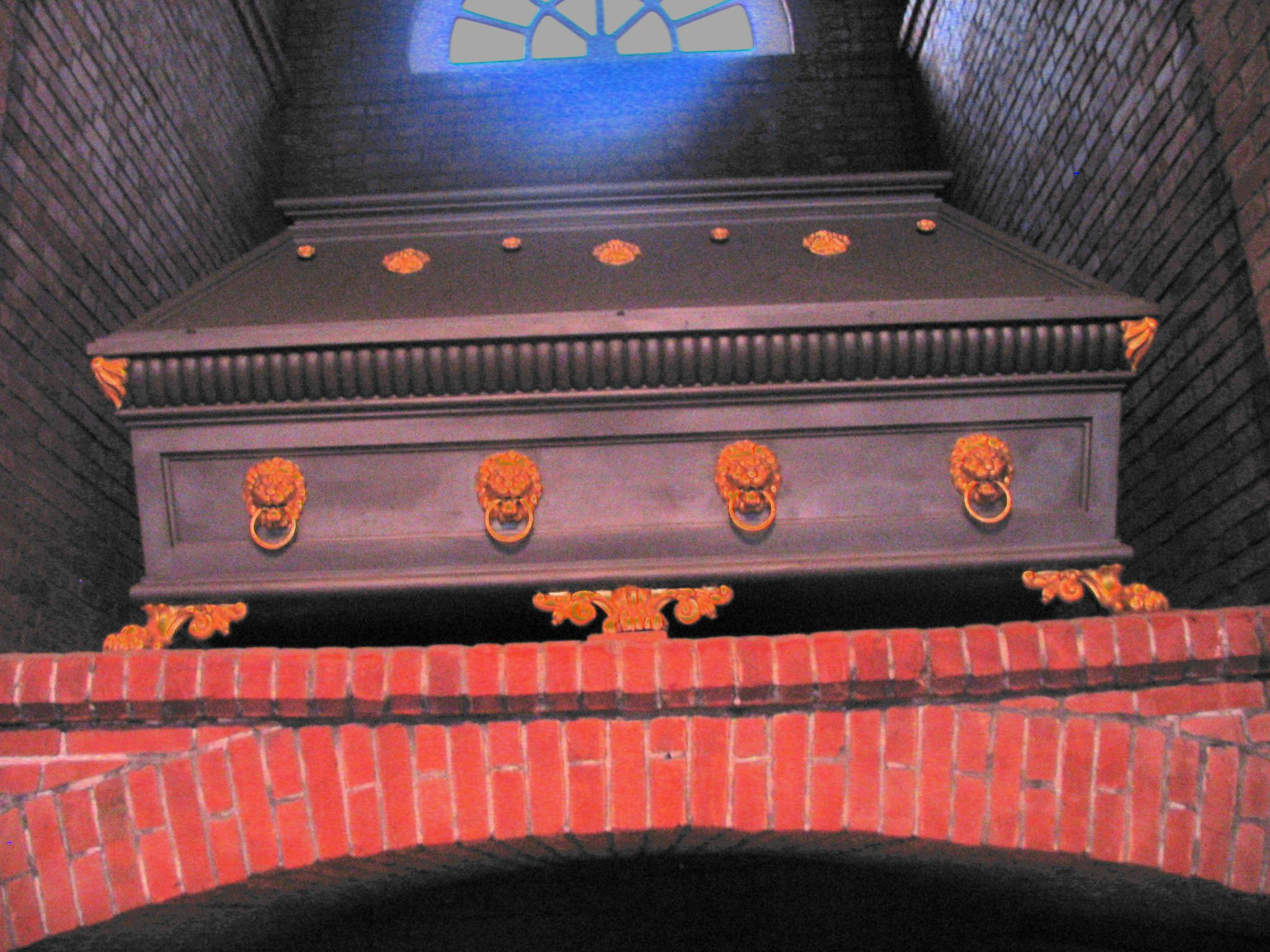
Sammelsarg für 14 Erwachsene, u. a. Katharina Wasa, Prinzessin von Schweden

Die Liste beginnt links vom Eingang zunächst unten (1–9), danach die obere Reihe (10–18).
1. Eberhardine Charlotte
2. Ulrich II.
3. Juliane von Hessen-Darmstadt
4. Enno Ludwig
5. Leopold Ignatius sowie der Sarg von Sophia Antonietta Juliana
6. Georg Christian
7. Edzard Ferdinand
8. Justina Sophia
9. Juliane Charlotte
10. Edzard II.
11. Enno III.
12. Anna von Holstein-Gottorp
13. Sammelsarg für 14 Kinder
14. Amalie Juliane von Kleinau
15. Sammelsarg für 14 Erwachsene
16. Christine Louise
17. Georg Albrecht
18. Carl Edzard

In der Mitte auf dem Podest befinden sich die Särge von Christine Charlotte und Eberhardine Sophie sowie die 1944 geborgenen Reste aus dem Erbbegräbnis in Emden.